# La Acebeda
La Acebeda es un municipio español de la provincia y Comunidad de Madrid. Cuenta con una población de 67 habitantes (2023).

## Símbolos
El escudo heráldico y la bandera que representan al municipio fueron aprobados oficialmente el 30 de junio de 1994. El escudo se blasona de la siguiente manera:

«Partido. Primero de plata, árbol verde (acebo) sobre ondas de plata y azur. Segundo de sinople, dos ovejas de plata. Timbrado de corona real española.»
Boletín Oficial del Estado nº 175 de 23 de julio de 1994

La descripción textual de la bandera es la siguiente:

«De proporciones 2:3. Partida por la mitad vertical roja y verde, con el Escudo Municipal en el centro.»
Boletín Oficial del Estado nº 175 de 23 de julio de 1994

## Situación

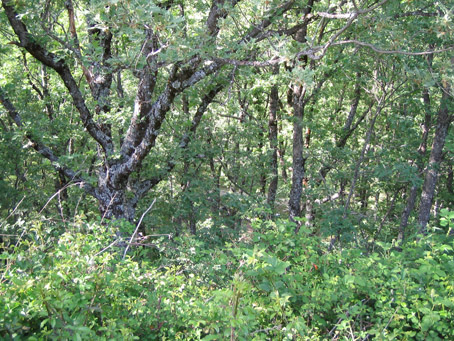
Área recreativa las Dehesas

Está situado el norte de la  provincia de Madrid, en la sierra de Somosierra, cerca del puerto de La Acebeda, de 1686 metros.
Territorio
- Sobre un 50% son prados.[cita requerida]
- Gran parte de terreno restante es de bosques: pinos, robles, fresnos...

También hay muchos arroyos que provienen de la sierra de Somosierra, que desembocan en el río Madarquillos.

## Historia

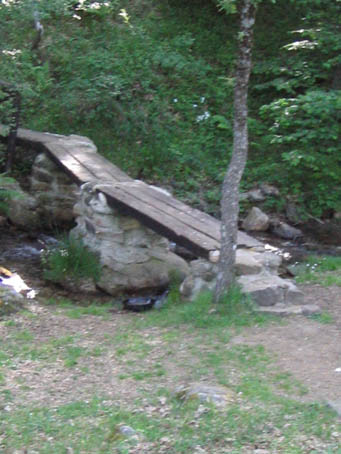
Puente utilizado para cruzar un arroyo en el área recreativa de las Dehesas

- El nombre del municipio viene de la impresionante cantidad de acebos que se podían encontrar en el municipio, de los que aunque pocos, quedan algunos centenarios.
- El año 1833, al igual que muchos otros pueblos, pasó a formar parte de la provincia de Madrid, desde la provincia de Segovia de la que provenía.
- La Acebeda fue durante siglos únicamente de población campesina, hasta el siglo XX, cuando la población comenzó a emigrar hacia Madrid.
- El origen de la localidad viene de la Reconquista, cuando algunos pastores del municipio de Horcajo de la Sierra, muy cercano a La Acebeda, que hacían sus rutas de trashumancia con su ganado, comenzaron a construir casas al borde de la cañada real, siglo a siglo fue creciendo en población, hasta que en 1889, alcanzó su mayor cifra de habitantes de su historia: 360 habitantes.

## Demografía
Cuenta con una población de 68 habitantes (INE 2024).
| Gráfica de evolución demográfica de La Acebeda entre 1842 y 2021                                                      |
| |
| Población de derecho según los censos de población del INE. Población de hecho según los censos de población del INE. |

## Monumentos y lugares de interés

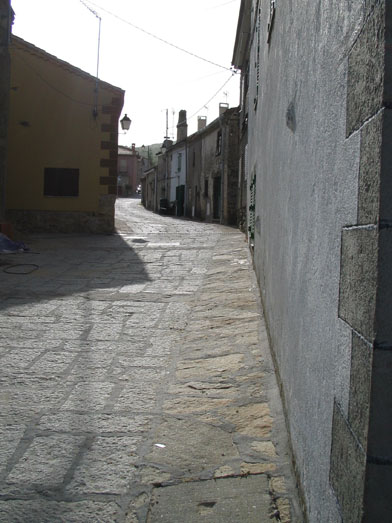
Calle de La Acebeda

### Cañada Real Segoviana
Recorre el término municipal, que cruza la sierra de Guadarrama.

### Viviendas comunes
- Las viviendas son normalmente de mampostería de piedra, con pocos huecos, y siempre de madera.
- Las casas comunes son muy rurales, y entre ellas hay estancias agropercuarias.

### La Fragua

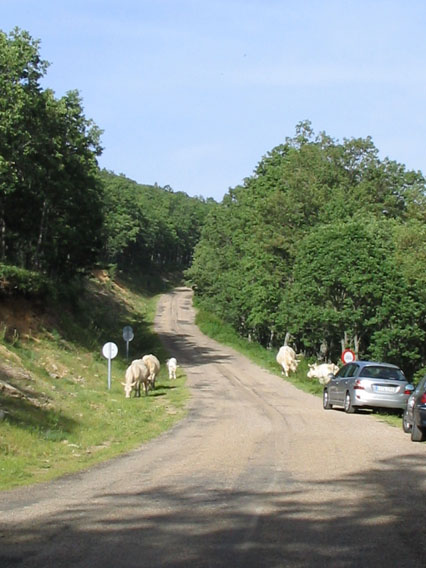
Carretera La Acebeda-Robregordo

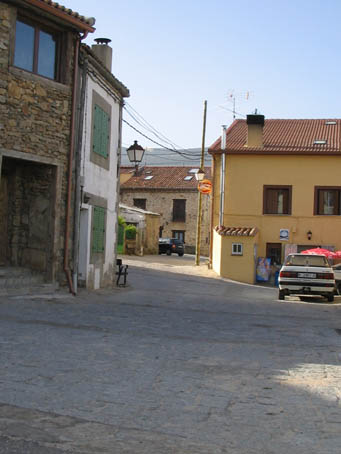
Calle de la Acebeda

- Edificio Rectangular, restaurado, hecho con piedra.
- En su interior están el antiguo horno, el fuelle y el yunque del herrero.

Fuera de la fragua se encuentra "el potro", utilizado para herrar animales.

### Iglesia de San Sebastián
- Se encuentra en el centro del casco urbano, junto al Ayuntamiento.
- Es de estilo barroco, construida en el siglo XVII, es de mampostería e hilos de ladrillo, ractangular, con una nave, y tiene un cuerpo que significa sacristía.
- Tiene muchas obras de arte, además muy valiosas, un altar con pinturas del año 1500, crucifijos del siglo XVI, y una cruz barroca de plata.

### Santuario de la Virgen Blanca del Saz
- Se encuentra a unos 2 kilómetros del casco urbano, en el arroyo de la Dehesa, y en su interior hay una imagen de la Virgen Blanca. Fue construida en 1975 y a ella acuden los vecinos en romería cada último domingo de julio.

### Área recreativa Las Dehesas

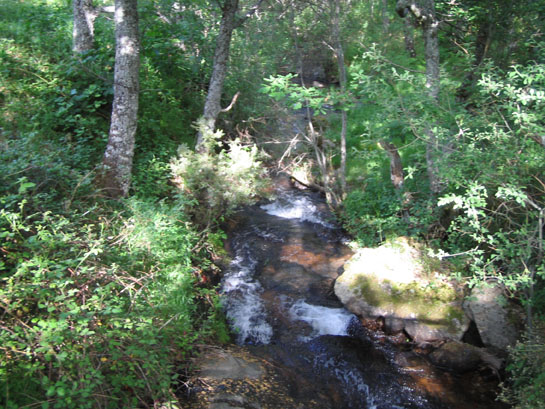
Arroyo en Área recreativa Las Dehesas

- Se encuentra en la salida de La Acebeda por el camino forestal hacia el vecino pueblo de Robregordo.
- Hay arbolado, mesas, bancos, pequeñas cascadas, y lo más importante, un molino del siglo XVII, que fue reformado para restaurante y en la actualidad permanece cerrado.
- También existe un camping/hostel BTT con piscina, que próximamente se pondrá en marcha tras una reforma y cambio de destino a Hostel Albergue BTT.

### Casa de la Peña
La Casa de la Peña está considerada como la primera casa que se erigió en La Acebeda. Ubicada sobre una gran piedra, en su construcción se emplearon, principalmente, piedra, madera y barro. La cubierta, a dos aguas, es de teja árabe. En las construcciones predomina el uso de la mampostería de piedra, escasas veces enfoscada o encalada, con pocos huecos, de dinteles y jambas, siempre de madera. Es una arquitectura marcadamente rural que combina las estancias agropecuarias con las viviendas. Estas, en general, presentan hornos semicirculares adosados a sus fachadas.

## Fiestas

### Romería de la Virgen Blanca del Saz
El último domingo del mes de julio se celebra la Romería de la Virgen Blanca del Saz organizada por la Hermandad de san Miguel Arcángel. La procesión parte de la parroquia de san Sebastián rumbo a la Gruta del Riajo del Saz donde se celebra la Santa Misa.

### Fiesta de San Sebastián
Se celebra en 20 de enero con una misa y una comida popular organizada por el Ayuntamiento.

### Fiesta de San Miguel
Las fiestas patronales de la localidad se celebran el día 29 de septiembre, con verbenas, bailes, juegos infantiles...
Y la misa y procesión organizada por La Hermandad de San Miguel.

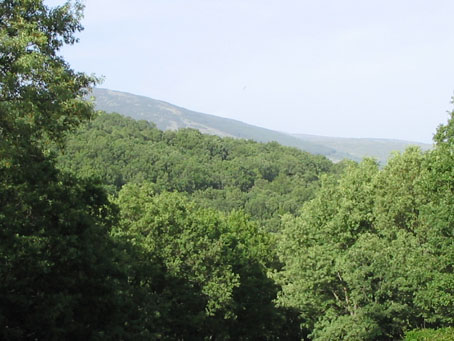
Entorno de La Acebeda

## Accesos

### Carretera
Tiene acceso desde la A-1.

### Autobús
| Línea | Recorrido                               |
| ----- | --------------------------------------- |
| 191B  | Buitrago del Lozoya - Somosierra        |
| 196   | Madrid (Plaza de Castilla) - La Acebeda |